# Murchadh an Chapail Ua Flaithbheartaigh
 Murchadh an Chapail Ua Flaithbheartaigh connu également comme Muireadhach an Chapail Ua Flaithbheartaigh (mort en 1034/1036)   est roi de Maigh Seóla (en).

## Contexte
Muireadhach était un petit-fils de Flaithbheartach, d'où son suffixe , qui deviendra le nom de famille Ua/Ó Flaithbheartaigh anglicisé en O'Flaherty . Les généalogies indiquent que son père se nommait Mael Culaird; un personnage de ce nom est décédé en 993 , répertorié comme roi d'Uí Briúin, mais pas explicitement comme roi d'Uí Briúin Seóla. Il est présenté comme ayant trois filsː  Ruaidhrí de Lough Cimbe  († 1061), Murchad an Chapail  († 1036) et Donchad. De Ruiaidri Ua Flaithbertaig seront issu ultérieurement les Ó Flaithbheartaigh de l'ouest du Connemara. Muireadhach est l'ancêtre à la 4e génération du roi de Connacht Flaithbertach Ua Flaithbertaig († 1098) 
Pour ce qui est de Muiredach/Murchad, les Annales d'Inisfallen relèvent en 1027ː « Muiredach Ua Flaithbertaig assiégea Cathal, fils de Ruaidrí, sur Inis Crema dans le Loch Oirbsen, et partagea ses terres malgré lui ». Le Chronicon Scotorum précise que « Muiredhach ua Flaitbertaigh, roi de l'Ua mBriuin Sheola, a été tué par trahison  ».